# Radim Keler
Radim Keler (* 17. srpna 1963) je bývalý český fotbalista.

## Fotbalová kariéra
V československé lize hrál za Baník Ostrava a Sigmu Olomouc. Nastoupil v 19 ligových utkáních. Ve druhé nejvyšší soutěži hrál za TJ ŽD Bohumín a VTJ Tábor, nastoupil v 74 utkáních a dal 8 gólů.

## Ligová bilance
| Ročník                                   | Zápasy | Góly | Klub          |
| ---------------------------------------- | ------ | ---- | ------------- |
| Česká národní fotbalová liga 1982/83     | 24     | 2    | TJ ŽD Bohumín |
| Česká národní fotbalová liga 1984/85     | 25     | 2    | VTJ Tábor     |
| Česká národní fotbalová liga 1985/86     | 25     | 4    | VTJ Tábor     |
| 1. československá fotbalová liga 1986/87 | 4      | 0    | Baník Ostrava |
| 1. československá fotbalová liga 1988/89 | 15     | 0    | Sigma Olomouc |
| CELKEM                                   | 19     | 0    |               |